# Pedro Alves (cầu thủ bóng đá, sinh 1979)
Pedro Miguel Morais Alves (sinh ngày 8 tháng 2 năm 1979 ở Lisbon) là một cầu thủ bóng đá người Bồ Đào Nha thi đấu cho C.D. Cova da Piedade ở vị trí thủ môn.